# Tycherus
Tycherus är ett släkte av steklar som beskrevs av Förster 1869. Tycherus ingår i familjen brokparasitsteklar.

## Dottertaxa tillTycherus, i alfabetisk ordning[1][2]
- Tycherus acutus
- Tycherus amaenus
- Tycherus ater
- Tycherus australogeminus
- Tycherus baeosemops
- Tycherus bellicornis
- Tycherus bifarius
- Tycherus blanki
- Tycherus bolivari
- Tycherus boreoalpinus
- Tycherus brevifacies
- Tycherus brunneus
- Tycherus cacumencultor
- Tycherus capitosus
- Tycherus carinatulus
- Tycherus cephalotes
- Tycherus coriaceus
- Tycherus curtus
- Tycherus dilleri
- Tycherus dodecellae
- Tycherus elongatus
- Tycherus eques
- Tycherus fennicus
- Tycherus flavidens
- Tycherus fuscibucca
- Tycherus fuscicornis
- Tycherus glareosus
- Tycherus gracilis
- Tycherus helleni
- Tycherus horstmanni
- Tycherus impiger
- Tycherus improcerus
- Tycherus infimus
- Tycherus ischiomelinus
- Tycherus jimenezi
- Tycherus jucundus
- Tycherus juvenilis
- Tycherus kuhmoensis
- Tycherus longicarinus
- Tycherus macilentus
- Tycherus meridionator
- Tycherus modestus
- Tycherus montivagator
- Tycherus nigridens
- Tycherus nigrifemoratus
- Tycherus ophtalmicus
- Tycherus osculator
- Tycherus paluster
- Tycherus parvitor
- Tycherus propinquus
- Tycherus rubripictus
- Tycherus sabahensis
- Tycherus septentrionalis
- Tycherus sesiae
- Tycherus socialis
- Tycherus stipator
- Tycherus stylarthrus
- Tycherus suspicax
- Tycherus teres
- Tycherus theresae
- Tycherus vafer
- Tycherus vagus
- Tycherus verecundus
- Tycherus xanthopygus